# Prévondavaux
Prévondavaux is een gemeente in het district Broye van het kanton Fribourg in Zwitserland.

## Geografie
Prévondavaux ligt in de exclave Surpierre van kanton Fribourg in kanton Vaud. De buurgemeente in kanton Fribourg is Cheiry. De oppervlakte van de gemeente bedraagt 1.8 km².
- Hoogste punt: 764 m
- Laagste punt: 620 m

## Bevolking
De gemeente heeft 66 inwoners (2003). De meerderheid in Prévondavaux is Franstalig (91%, 2000) en Rooms-Katholiek (44%).

## Economie
52% van de werkzame bevolking werkt in de primaire sector (landbouw en veeteelt), 19% in de secundaire sector (industrie), 29% in de tertiaire sector (dienstverlening).